# Бразоль, Борис Львович
Борис Львович Бразоль (31 марта 1885, Полтава — 19 марта 1963, Нью-Йорк) — русский юрист, общественный деятель, писатель, литературный критик, основатель и председатель Общества имени А. С. Пушкина в Америке. Принимал активное участие в создании и распространении антисемитской пропаганды, включая Протоколы сионских мудрецов.

## Биография

### Происхождение
Родился в Полтаве, происходил из старинного дворянского рода, идущего от казаков. В 1736 году значковый товарищ Гадяцкого полка Василий Трофимович Бразоль (1723—?) жалован сёлами в нынешнем Ахтырском районе, от него пошла семья местных помещиков Бразолей.
Отец — врач и гомеопат Лев Евгеньевич Бразоль (1854—1927), выпускник Харьковской мужской гимназии и Петербургской Военно-медицинской академии — в эмиграции во Франции. Мать — художница Юлия Николаевна Бразоль (Добросельская) (1856—?), во втором браке Леонтьева.
Старший брат — Евгений Львович Бразоль (9 августа 1882—?), выпускник Училища правоведения (1906), ахтырский уездный предводитель дворянства, почётный мировой судья и член уездной земской управы, деятель правого движения. В годы Гражданской войны — прапорщик лейб-гвардии Кирасирского полка. В эмиграции в Югославии (Нови Сад), сотрудник газеты «Русский стяг».
Дядя (брат отца) — Сергей Евгеньевич Бразоль (1851—?), дворянский деятель Полтавской губернии, член Государственного совета.
Дед по отцовской линии — Евгений Григорьевич Бразоль (1799—1879), предводитель полтавского дворянства в 1844—1846 годах. Прадед по отцовской линии — Григорий Васильевич Бразоль (1761—?), председатель уголовного суда Екатеринославской губернии.

### Ранние годы
Окончил юридический факультет Санкт-Петербургского университета. В университете был секретарём «Кружка политической экономии» под руководством В. В. Святловского. Его доклад «Очерк фабричного законодательства в Австралии» опубликован в «Вестнике Знания» (1905, № 6). В 1904—1905 гг. был твердокаменным марксистом и большевиком. После окончания университета принят на службу в министерство юстиции. В 1912 году направлен в Лозанну для изучения новейших научных достижений в криминалистике. Увлекался литературой и театром, писал театральные рецензии.
В 1911 году во время работы в Министерстве юстиции принимал участие в подготовке обвинения по «делу Бейлиса».

### Первая мировая война
В Первую мировую войну Бразоль призван в армию и воевал на Юго-Западном фронте. В мае 1916 года командирован в США в качестве юрисконсульта русского заготовительного комитета. Будучи военным следователем по особо важным делам, Бразоль командирован в США вместе с генералом А. П. Залюбовским для расследования ходивших слухов о злоупотреблениях при заграничных закупках. Залюбовский характеризовал Бразоля: «талантливый юрист, отлично владевший английским языком, следователь по призванию». Расследование однако показало, что хотя и имелись некоторые неправильности в ведении дел, недобросовестности или злоупотреблений не обнаружено.
После Октябрьской революции остался в США.

### Деятельность в эмиграции
Будучи настроенным против большевиков, Бразоль в декабре 1918 года опубликовал в The New York Times статью, в которой призывал США и союзников по Антанте вмешаться в гражданскую войну на стороне белых.
Бразоль стал в США влиятельным юристом и работал в Министерстве юстиции. Генеральный прокурор США Палмер использовал его как эксперта по русскому радикализму. Состоял членом криминологической комиссии Школы права Колумбийского университета.
В 1933 году в США произошёл судебный процесс по делу о денежных средствах на счетах Добровольного флота в США. Советское правительство пыталось получить эти деньги, что стало предметом судебного разбирательства, на котором Бразоль выступал в качестве свидетеля-эксперта.
Бразоль также основал Общество русской культуры им. А. С. Пушкина в Америке, которое возглавлял в течение 27 лет. Состоял членом Союза для защиты чистоты русского языка, а в 1957 году выступал в Париже с докладами на собраниях Союза. Присылал свои труды для парижских библиотек.
В списке архиеереев, священнослужителей и приходов РПЦЗ за 1955 год Бразоль упомянут как тростист (член попечительского совета) Восточно-Американской и Джерзейситской епархии РПЦЗ и юрисконсульт Северо-Американской и Канадской епархии РПЦЗ.
Ряд написанных им документов Бразоль пожертвовал Библиотеке Конгресса США с условием, что они не будут открыты до 1953 года. Вокруг этих документов был скандал, связанный с желанием директора ФБР Джона Эдгара Гувера получить к ним доступ до истечения указанного срока.

### Антисемитизм и поддержка нацистов
Как пишет французский историк антисемитизма Леон Поляков, Бразоль был автором доклада «Большевизм и иудаизм», датированного 30 ноября 1918 года и находящегося в архиве Государственного департамента США. В этом докладе содержалась, кроме прочего, следующие утверждения:
- Решение о свержении царского правительства было принято 14 февраля 1916 года в еврейском квартале Нью-Йорка группой революционеров во главе с банкиром Джейкобом Шиффом.
- Список из 33 фамилий руководителей России, где все, кроме Ленина, были евреями.

В докладе была использована, по выражению Полякова, «фальшивка второй степени» — специально переработанный текст Протоколов сионских мудрецов, в котором утверждалось, что евреи «в состоянии остановить любое восстание гоев с помощью американских, китайских и японских пушек». В архивах госдепартамента сохранилось множество фальсифицированных документов, призванных придать достоверность этому докладу.
Бразоль был членом баварской группы правых радикалов-антисемитов Aufbau Vereinigung; работал в антисемитской газете «Дирборн Индепендент», принадлежавшей американскому промышленнику Генри Форду. Бразоль гордился своими антисемитскими убеждениями и утверждал, что он написал «книги, которые принесут евреям больше зла, чем десяток погромов». Американский историк Майкл Келлог пишет, что Форд передавал через Бразоля деньги на поддержку нацистов в Германии, он также посредничал в передаче денег от Форда российскому Великому князю Кириллу. В 1938 году уже при нацистском режиме Бразоль, имевший к этому времени американское гражданство, тайно помогал организовывать Антикоминтерновский конгресс в Германии при поддержке немецкой тайной полиции, гестапо, и СС. Интерес к Бразолю в августе 1938 года проявил Генрих Гиммлер и он даже попросил Генриха Мюллера составить отчёт о предыдущей деятельности белой эмиграции.
Бразоль совместно с некоторыми другими эмигрантами сделал первый перевод Протоколов сионских мудрецов на английский язык. Виктор Шнирельман пишет, что в США никто не хотел издавать Протоколы, но по предложению Бразоля, их начал печатать Генри Форд в своей газете «Дирборн Идепендент». Ряд авторов утверждает также, что Бразоль принимал активное участие в подготовке книги «Международное еврейство». Однако политолог Майкл Баркун, ссылаясь также на опровержение историка Лео Рибаффо, утверждает, что Бразоль не имел отношения к составлению этой книги.

### Книги и брошюры
- Женские силуэты в русской литературе (СПб, 1907).
- Критические грани. СПб., тип. «Родник», 1910.
- Очерки по следственной части : История. Практика. Петроград : Гос. тип., 1916.
- Socialism vs.Civilization. New York: Charles Scribner’s Sons, 1920. — «Социализм против цивилизации».
- The world at the cross roads. Boris Brasol. London, Hutchinson. 1921.
  - Русское издание — Мир на перепутье. Всеславянский книжный магазин Белград, 1922.
- The balance sheet of sovietism. Boris Brasol. New York. Duffield. 1922.
- Elements of Crime (Psycho-Social Interpretation). Oxford University Press, 1927.
- Мотивы русского религиозно-философского сознания. Нью-Йорк, 1930.
- The Mighty Three. Poushkin — Gogol — Dostoievsky. New York: William Farquhar Payson, 1934.
- Речь, произнесённая Председателем Пушкинского Комитета в Америке Б. Л. Бразолем на торжественном собрании, посвящённом памяти А. С. Пушкина, 24 января 1937 года в Интернашионал Хаус в Нью-Йорке. Нью-Йорк, изд. Пушкинского Комитета в Америке, 1937. 10 с.
- Oscar Wilde: the Man, the Artist, the Martyr. Scribner’s Sons. 1938.
- Речи. Т. 1. Нью-Йорк, изд. Общества им. А. С. Пушкина, 1943. <В том числе: «Пушкин» (1937) и «Медный всадник» (1937)>.
- Пушкин и Россия. Речь на торжественном собрании, посвящённом памяти А. С. Пушкина по случаю 150-летия его рождения и состоявшемся 17 апреля 1949 г. в гор. Нью-Йорке. Нью-Йорк, изд. Общества им. А. С. Пушкина, 1949. 14 с.
- Словотворчество А. С. Пушкина. Нью-Йорк, изд. Общества им. А. С. Пушкина, 1950. 10 с.
- Речи. Т. 2. Нью-Йорк, изд. Общества им. А. С. Пушкина, 1953. <В том числе: «Пушкин и Россия» (1949)>.
- Душевная драма Гоголя (1952).
- Разноударяемость у Пушкина и в русской речи (Филологическая справка). Нью-Йорк, изд. Общества им. А. С. Пушкина, 1955. 19 с.
- Царствование Императора Николая II в цифрах и фактах (1894—1917 гг.). Нью-Йорк : Исполнительное бюро Общероссийского монархического фронта, 1959.

### Переводы
- F. M. Dostoevsky, The Diary of a Writer, translated by Boris Brasol. New York: Charles Scribner’s Sons, 1949
- Feodor M. Dostoievsky. The Diary of a Writer. Translated by Boris Brasol. New York: George Braziller, 1954

### Статьи
- Foundations of Criminology. Journal of the American Institute of Criminal Law and Criminology. Vol. 17, No. 1 (May, 1926), pp. 13–39.
- Institute of Scientific Criminology. The American Journal of Police Science. Vol. 1, No. 1 (Jan. — Feb., 1930), pp. 100–106.
- From Pushkin’s Lyrics. The Russian Review. Vol. 8, No. 3 (Jul., 1949), pp. 201–204.
- From Pushkin’s Poems. The Russian Review. Vol. 10, No. 3 (Jul., 1951), pp. 197–198.
- From Pushkin’s Poems. The Russian Review, Vol. 12, No. 1 (Jan., 1953), pp. 40–41.
- V. I. Dahl-Immortal Russian Lexicographer. The Russian Review, Vol. 23, No. 2 (Apr., 1964), pp. 116–130.